# 萨拉哈旺珠尔
萨拉哈旺珠尔（1882年—1958年），汉名包鹤亭，蒙古族，博尔济吉特氏，是清末民国初年哲里木盟科爾沁左翼中旗温都尔王家族成员，第十代科尔沁郡王那兰格锊勒（那兰格日勒，外号“疯王”）之次子，第十一代郡王扬仓扎布之弟。

## 生平
萨拉哈旺珠尔祖籍科尔沁部，出生即为二等台吉，光绪三十三年（1907年），萨拉哈旺珠尔随父进京观瞻，光绪帝赏戴花翎。同年丁末，春正月庚戍日，得到光绪帝朱批：“命科尔沁多罗郡王那兰格锊勒之次子二等台吉萨拉哈旺珠尔在乾清门行走”。清末晋辅国公，民国二年（1913年）令为翎卫使辅国公，后晋贝子爵，因排行老二，故称二爷。
他由北京回温都尔王府后，在巴彦塔拉农场六队的辽河对岸修建府第，人称二爷府。萨拉哈旺珠尔曾与三爷遗孀生一女“秀荣”，后嫁于蒙古军司令甘珠尔扎布为妻。他另娶亲信刘瑞庭之女刘荣华为妻，并提升刘瑞庭为梅伦（札萨克僚属）。1922年夫人刘荣华生下一子，两年后又生一女“包文芝”，然而他的儿子6岁时不幸因病死去。是年，恰逢第九世班禅额尔德尼来慧丰寺放经，萨拉哈旺珠尔前去拜求，班禅许诺他可以得到儿子，并预测其名为“阿尤西礼”，翌年巧合生子，即命名阿尤熙里（因杨仓扎布没有儿子，被其收为养子，后袭爵温都尔王）。后又生二儿子旺新，小女儿莫日根。
1929年，嘎达梅林为了反抗开垦草原，到奉天（沈阳）向辽宁省政府請愿，被警察厅逮捕入狱，萨拉哈旺珠尔同情嘎达梅林的保护草原的正义行动，曾去奉天要求释放嘎达梅林。
九一八事变后，他赋闲在家享受着优裕而安逸的王公生活，他和夫人刘荣华虽然都是贵族家庭，生活富有，但心地善良，对贫苦百姓有同情心，多行善举。1930年代，科左中旗连年旱涝水灾，百姓生活极端痛苦，缺衣短食，挣扎在死亡线上，萨拉哈旺珠尔每遇这种年景，把自家的粮食分给穷人，有一年自家的粮食不够分，从四平自己花钱买来一百多石小米分给了没粮户，刘荣华每年都从娘家要来一两车衣物分给穷人。
满洲国成立后，废除蒙旗的扎萨克制改为旗长制。1936年，他任科左中旗公署第二任旗长至1939年。末代达尔罕王那木济勒色楞出走之前，招来萨拉哈旺珠尔，谈了自己的打算，称：“我在旗内威信下降，我的处境很艰难，留下来凶多吉少。我信任你胜过你兄王（指温都尔王杨仓扎布），把旗札萨克大印交给你，我走也放心了。”萨拉哈旺珠尔说：“我自知才疏学浅，难以当此大任，回去后还是把印交给我大哥吧！”这是达尔罕亲王离开沈阳之前办的最后一件事，这也是后来人们传说的达尔罕亲王把札萨克大印交给了温都尔王的来由。
1941年，中国共产党地下工作者特木尔巴根被兴安省警察厅逮捕入狱，并决定进行杀害。萨拉哈旺珠尔在哈丰阿的要求下，不顾个人安危，利用其女婿甘珠尔扎布的社会关系，将特木尔巴根保释出来。
1945年8月14日，日本投降，科左中旗处于无政府状态，为了维护地方治安，乌力图主持成立了地方治安维持会，萨拉哈旺珠尔任副委员长，送自己的两个儿子阿尤熙里和旺新参加革命。在苏蒙联军解放内蒙古东部前，他们都曾在乌兰浩特的兴安陆军军官学校少年班上学，抗战胜利前夕均参加了葛根庙武装起义，杀死日本军官，从此走上了革命道路。在科左中旗文联陈操所著的《达尔罕史话》一书中叙述道，内蒙古人民自卫军十一团组建初期，因为没有启动资金，很难开展工作。这时已参加了革命队伍的阿尤熙里从家里拿出6块银元宝和1000多块银元，帮助团里解了燃眉之急。团里缺战马，又回家动员他父亲献出40来匹马。他们兄弟俩从青少年时期就开始在革命队伍中接受战争的洗礼，由旧王公贵族子弟脱胎换骨成长为中共培养的国家干部。
1947年6月，萨拉哈旺珠尔把它在郑家屯的全部财产贡献给双辽县人民政府。1955年，萨拉哈旺珠尔被选为内蒙古自治区政治协商委员会委员。1958年，因病在呼和浩特市逝世，终年77岁。

## 备注
1. ↑  2013年3月，包文芝在牙克石去世。
2. 1 2  旺新于1929年10月出生。1945年8月参加“8·11”葛根庙武装起义。1946年8月应征入伍，1949年9月加入中国共产党。曾担任内蒙古民政厅副厅长，2012年8月在呼和浩特去世[2]。